# Alina Gorghiu
Alina-Ștefania Gorghiu (n. 16 septembrie 1978, Tecuci, Galați, România) (cu iu pronunțat în diftong) este un avocat și om politic român, fost președinte al Partidului Național Liberal. Până în anul 2004 a îndeplinit funcția de consilier local pentru București, sector 5. La alegerile legislative din 2008 a obținut un loc de parlamentar în Camera Deputaților în colegiul 22 din București. La alegerile din 9 decembrie 2012 a obținut un nou mandat în Parlament, fiind reprezentant al colegiului uninominal 22, București. În 2016 devine senator de Timiș.  La 18 decembrie 2014 a fost aleasă prima femeie, președinte al Partidului Național Liberal. A demisionat din funcția politică după alegerile parlamentare din 2016. A fost ministru al Justiției între 15 iunie 2023 și 23 decembrie 2024. Din 2023 ocupă funcția de ministru al Justiției în Guvernul Marcel Ciolacu.